# Ведучий поясок

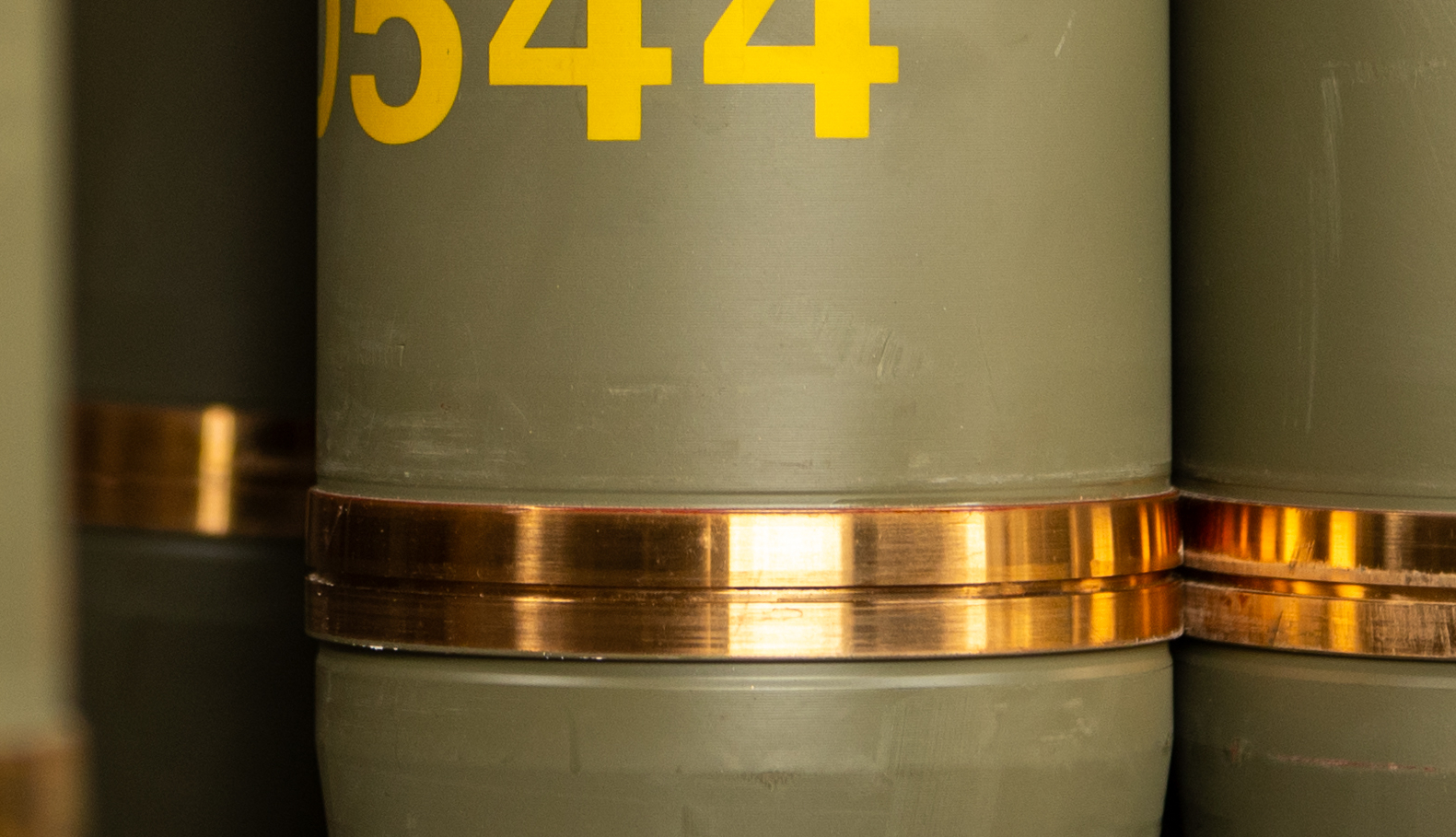
Ведучий поясок 155-мм снаряда KM107

Ведучий поясок — елемент снаряда нарізної артилерійської системи, потовщення на корпусі з матеріалу, набагато м'якшого за сталь, такого як мідь. Під час пострілу поясок деформується об сталеві нарізи ствола, і це забезпечує обтюрацію порохових газів, а також центрує снаряд у каналі ствола й надає йому обертального руху.
Сучасний снаряд типово має 1-2 пояски з діаметром, більшим за діаметр каналу ствола по дну нарізів на 0,001—0,015 клб, що забезпечує якісну обтюрацію, запобігає повороту поясків навколо снаряда й поліпшує ефективність пострілу для гармат зі зношеним каналом ствола. Ведучі пояски можуть виготовлятись із різних матеріалів, серед яких чиста електротехнічна мідь, мідь з домішками нікелю, залізокерамічні сплави (залізний порошок, спечений за великої температури з графітом, парафіном абощо).
Снаряди нарізних гармат, що не стабілізуються обертанням (як кумулятивні), мають обтюрувальні (обтюруючі) пояски. Вони так само врізаються в нарізи при пострілі, але на відміну від ведучих поясків, вони встановлені на ковзних кільцях. При русі снаряда каналом ствола такі пояски мають можливість провертатися навколо корпуса снаряда, тому сам снаряд при цьому майже не набуває обертального руху, за винятком того, що виникає внаслідок тертя між ним і ковзним кільцем.

## Галерея

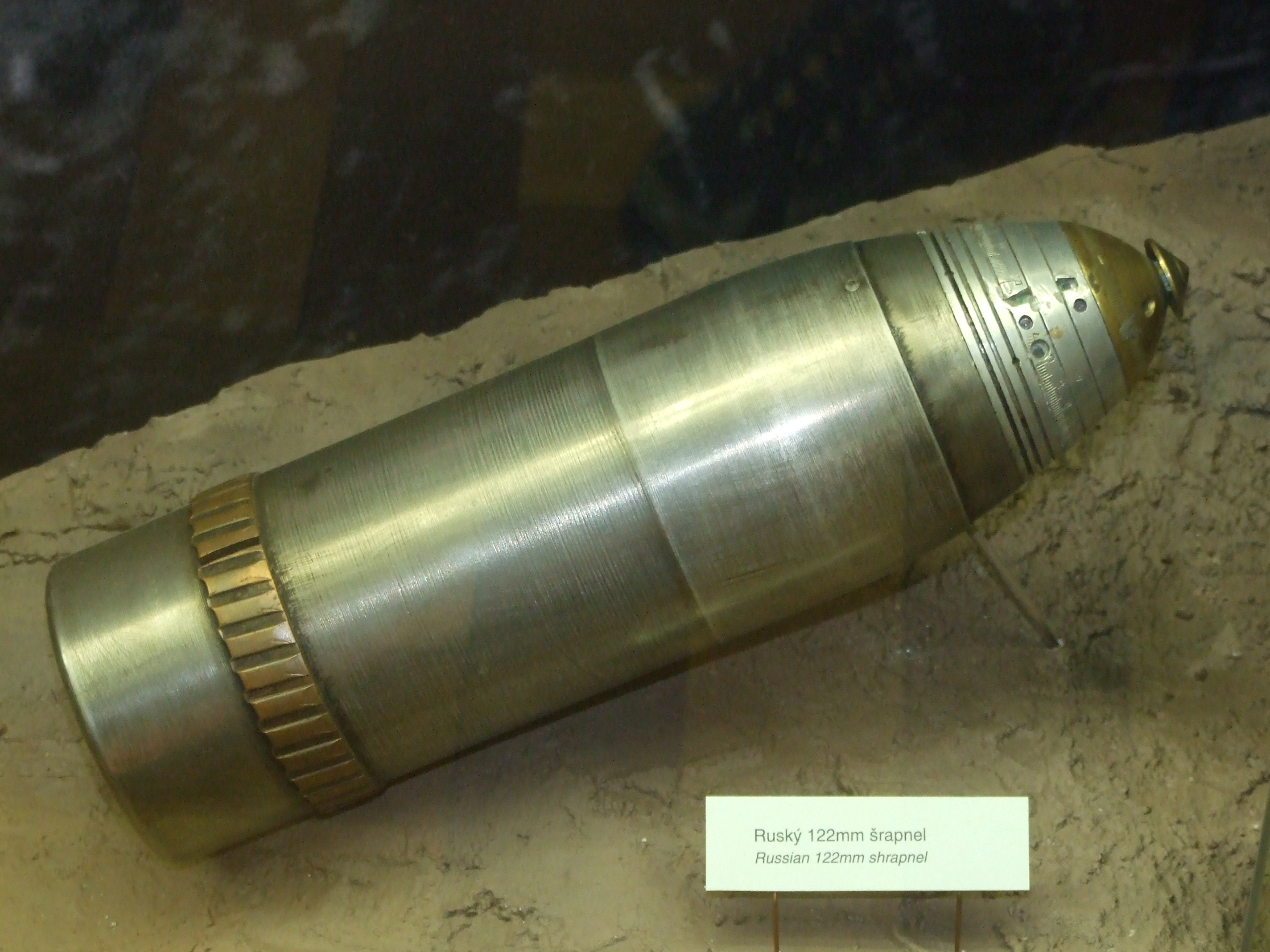
Ведучий поясок стріляного снаряда, деформований нарізами ствола
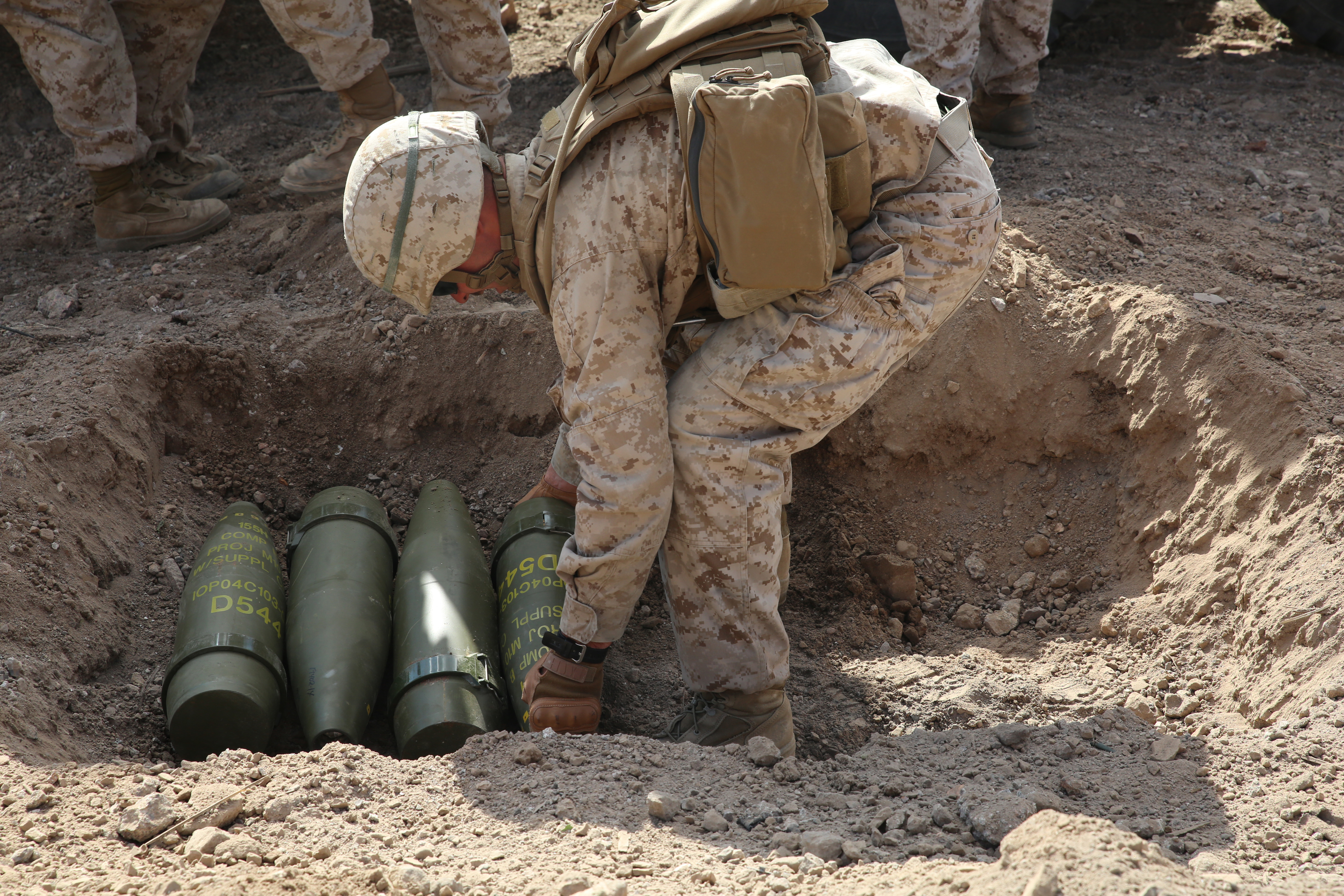
Захисні пристрої на ведучих поясках 155-мм снарядів